# Risoluzioni del Consiglio di sicurezza delle Nazioni Unite (501-600)
| Risoluzione | Data              | Voto (favorevoli/contrari/non votanti) | Oggetto                                             |
| 501         | 25 febbraio 1982  |                                        | Israele-Libano                                      |
| 502         | 3 aprile 1982     |                                        | Isole Falkland                                      |
| 503         | 9 aprile 1982     |                                        | Sud Africa                                          |
| 504         | 30 aprile 1982    |                                        | Ciad                                                |
| 505         | 26 maggio 1982    |                                        | Isole Falkland                                      |
| 506         | 26 maggio 1982    |                                        | Israele-Siria                                       |
| 507         | 28 maggio 1982    |                                        | Seychelles                                          |
| 508         | 5 giugno 1982     |                                        | Israele-Libano                                      |
| 509         | 6 giugno 1982     |                                        | Israele-Libano                                      |
| 510         | 15 giugno 1982    |                                        | Cipro                                               |
| 511         | 18 giugno 1982    |                                        | Israele-Libano                                      |
| 512         | 19 giugno 1982    |                                        | Libano                                              |
| 513         | 4 luglio 1982     |                                        | Libano                                              |
| 514         | 12 luglio 1982    |                                        | Iran                                                |
| 515         | 29 luglio 1982    |                                        | Israele-Libano                                      |
| 516         | 1º agosto 1982    |                                        | Israele-Libano                                      |
| 517         | 4 agosto 1982     |                                        | Israele-Libano                                      |
| 518         | 12 agosto 1982    |                                        | Israele-Libano                                      |
| 519         | 17 agosto 1982    |                                        | Israele-Libano                                      |
| 520         | 17 settembre 1982 |                                        | Israele-Libano                                      |
| 521         | 19 settembre 1982 |                                        | Libano                                              |
| 522         | 4 ottobre 1982    |                                        | Iran                                                |
| 523         | 18 ottobre 1982   |                                        | Israele-Libano                                      |
| 524         | 29 novembre 1982  |                                        | Israele-Siria                                       |
| 525         | 7 dicembre 1982   |                                        | Sud Africa                                          |
| 526         | 14 dicembre 1982  |                                        | Cipro                                               |
| 527         | 15 dicembre 1982  |                                        | Lesotho-Sud Africa                                  |
| 528         | 21 dicembre 1982  |                                        | Lingua araba all'interno del Consiglio di sicurezza |
| 529         | 18 gennaio 1983   |                                        | Israele-Libano                                      |
| 530         | 19 maggio 1983    |                                        | Honduras-Nicaragua                                  |
| 531         | 26 maggio 1983    |                                        | Israele-Siria                                       |
| 532         | 31 maggio 1983    |                                        | Namibia                                             |
| 533         | 7 giugno 1983     |                                        | Sud Africa                                          |
| 534         | 15 giugno 1983    |                                        | Cipro                                               |
| 535         | 29 giugno 1983    |                                        | Lesotho-Sud Africa                                  |
| 536         | 18 luglio 1983    |                                        | Israele-Libano                                      |
| 537         | 22 settembre 1983 |                                        | Ammissione di un nuovo membro: Saint Kitts e Nevis  |
| 538         | 18 ottobre 1983   |                                        | Israele-Libano                                      |
| 539         | 28 ottobre 1983   |                                        | Namibia                                             |
| 540         | 31 ottobre 1983   |                                        | Iraq-Iran                                           |
| 541         | 18 novembre 1983  |                                        | Cipro                                               |
| 542         | 23 novembre 1983  |                                        | Libano                                              |
| 543         | 29 novembre 1983  |                                        | Israele-Siria                                       |
| 544         | 15 dicembre 1983  |                                        | Cipro                                               |
| 545         | 20 dicembre 1983  |                                        | Angola-Sud Africa                                   |
| 546         | 6 gennaio 1984    |                                        | Angola-Sud Africa                                   |
| 547         | 13 gennaio 1984   |                                        | Sud Africa                                          |
| 548         | 24 febbraio 1984  |                                        | Ammissione di un nuovo membro: Brunei               |
| 549         | 19 aprile 1984    |                                        | Israele-Libano                                      |
| 550         | 11 maggio 1984    |                                        | Cipro                                               |
| 551         | 30 maggio 1984    |                                        | Israele-Siria                                       |
| 552         | 1º giugno 1984    |                                        | Iran                                                |
| 553         | 15 giugno 1984    |                                        | Cipro                                               |
| 554         | 17 agosto 1984    |                                        | Sud Africa                                          |
| 555         | 12 ottobre 1984   |                                        | Israele-Libano                                      |
| 556         | 23 ottobre 1984   |                                        | Sud Africa                                          |
| 557         | 28 novembre 1984  |                                        | Israele-Siria                                       |
| 558         | 13 dicembre 1984  |                                        | Sud Africa                                          |
| 559         | 14 dicembre 1984  |                                        | Cipro                                               |
| 560         | 12 marzo 1985     |                                        | Sud Africa                                          |
| 561         | 17 aprile 1985    |                                        | Israele-Libano                                      |
| 562         | 10 maggio 1985    |                                        | Nicaragua-USA                                       |
| 563         | 21 maggio 1985    |                                        | Israele-Siria                                       |
| 564         | 31 maggio 1985    |                                        | Libano                                              |
| 565         | 14 giugno 1985    |                                        | Cipro                                               |
| 566         | 19 giugno 1985    |                                        | Namibia                                             |
| 567         | 20 giugno 1985    |                                        | Angola-Sud Africa                                   |
| 568         | 21 giugno 1985    |                                        | Botswana- Sud Africa                                |
| 569         | 26 luglio 1985    |                                        | Sud Africa                                          |
| 570         | 12 settembre 1985 |                                        | Corte Internazionale di giustizia                   |
| 571         | 20 settembre 1985 |                                        | Angola-Sud Africa                                   |
| 572         | 30 settembre 1985 |                                        | Botswana- Sud Africa                                |
| 573         | 4 ottobre 1985    |                                        | Israele-Tunisia                                     |
| 574         | 7 ottobre 1985    |                                        | Angola-Sud Africa                                   |
| 575         | 17 ottobre 1985   |                                        | Israele-Libano                                      |
| 576         | 21 novembre 1985  |                                        | Israele-Siria                                       |
| 577         | 6 dicembre 1985   |                                        | Angola-Sud Africa                                   |
| 578         | 12 dicembre 1985  |                                        | Cipro                                               |
| 579         | 18 dicembre 1985  |                                        | Lesotho- Sud Africa                                 |
| 580         | 30 dicembre 1985  |                                        | Ostaggi                                             |
| 581         | 13 febbraio 1986  |                                        | Sud Africa                                          |
| 582         | 24 febbraio 1986  |                                        | Iraq-Iran                                           |
| 583         | 18 aprile 1986    |                                        | Israele-Libano                                      |
| 584         | 29 maggio 1986    |                                        | Israele-Siria                                       |
| 585         | 13 giugno 1986    |                                        | Cipro                                               |
| 586         | 18 luglio 1986    |                                        | Israele-Libano                                      |
| 587         | 23 settembre 1986 |                                        | Israele-Libano                                      |
| 588         | 8 ottobre 1986    |                                        | Iraq-Iran                                           |
| 589         | 10 ottobre 1986   |                                        | Comunicazione del Segretario Generale               |
| 590         | 26 novembre 1986  |                                        | Israele-Siria                                       |
| 591         | 28 novembre 1986  |                                        | Sud Africa                                          |
| 592         | 8 dicembre 1986   |                                        | Territori occupati da Israele                       |
| 593         | 11 dicembre 1986  |                                        | Cipro                                               |
| 594         | 15 gennaio 1987   |                                        | Israele-Libano                                      |
| 595         | 27 marzo 1987     |                                        | Corte Internazionale di Giustizia                   |
| 596         | 29 maggio 1987    |                                        | Israele e Siria                                     |
| 597         | 12 giugno 1987    |                                        | Cipro                                               |
| 598         | 20 luglio 1987    |                                        | Iraq e Iran                                         |
| 599         | 31 luglio 1987    |                                        | Israele e Libano                                    |
| 600         | 19 ottobre 1987   |                                        | Corte Internazionale di Giustizia                   |